# ORP Piorun (G65)
ORP «Пйорун» (G65) (англ. ORP Piorun (G65) — військовий корабель, ескадрений міноносець типу «N» Королівського військово-морського флоту Великої Британії та ВМС Польщі за часів Другої світової війни.

## Історія створення
ORP «Пйорун» був закладений 26 липня 1939 року на верфі компанії John Brown & Company, Клайдбанк. 19 грудня 1940 увійшов до складу ВМС Польщі.

## Історія служби
У травні 1941 року ORP Piorun виявив німецький лінкор «Бісмарк» і відволік його вогонь, тоді як інші підрозділи оперативної групи Королівського флоту наздогнали та потопили «Бісмарк». Після Другої світової війни Piorun повернули до складу Королівського флоту і переоформили як HMS Noble, перш ніж його здали на брухт у 1955 році.